# Hubert Humphrey
Hubert Horatio Humphrey II, född 27 maj 1911 i Wallace i Codington County, South Dakota, död 13 januari 1978 i Waverly, Minnesota, var en amerikansk politiker. Han var den 38:e vicepresidenten i USA, under Lyndon B. Johnson, 1965–1969. Han var också borgmästare i Minneapolis samt senator för delstaten Minnesota 1949–1964 och 1971–1978.

## Biografi
Humphrey försökte bli Demokratiska partiets presidentkandidat i valen 1952 och 1960, och vicepresidentkandidat 1956, men blev inte nominerad. Efter att han tjänstgjort som Lyndon Johnsons vicepresident, blev han nominerad till demokraternas presidentkandidat i valet 1968; Johnson själv ställde inte upp på grund av den stora impopularitet han fått utstå på grund av det pågående Vietnamkriget. Humphrey förlorade dock mot republikanen Richard Nixon med en hårfin marginal. Nederlaget berodde delvis på grund av att Humphreys rykte, trots sin stora popularitet i sociala frågor, också fick lida då den demokratiska administrationen fått möta hård kritik för engagemanget i Vietnamkriget och den ekonomiska och sociala kris som plågat USA. Nixons program byggde till stor del på en vision om framtidsoptimism – en ny start för Amerika – och en populistisk kritik av Johnson och Kennedys engagemang i Vietnam, samtidigt som han med populistisk retorik kallade till försvar av den nationella stoltheten. USA skulle inte förödmjukas av Vietnam, kosta vad det kosta ville. 
Ursprungligen var han utbildad till apotekare. Han gjorde ett flertal besök i Sverige.
Han är berömd för ett tal vid demokraternas konvent i Philadelphia 1948, där han sade till partiledamöterna:
| ”                       | To those who say, my friends, to those who say, that we are rushing this issue of civil rights, I say to them we are 172 years too late! To those who say, this civil rights program is an infringement on states' rights, I say this: the time has arrived in America for the Democratic Party to get out of the shadow of states' rights and walk forthrightly into the bright sunshine of human rights! | „ |
| – Hubert Humphrey, 1948 | |   |

Humphrey och den liberala fraktionen var framgångsrika vid konventet, och det demokratiska partiet antog en skarpare programpunkt vad gällde medborgerliga rättigheter för svarta. Det ledde till att konservativa demokrater från Sydstaterna bröt sig ur partiet och bildade States' Rights Democratic Party (Dixiecrats), med Strom Thurmond som partiledare, som också ställde upp i presidentvalet samma år.
Efter presidentvalet 1968 gjorde Humphrey comeback inom politiken då han valdes till senator för Minnesota 1970. Han gjorde ett nytt försök inför 1972 års presidentval att bli nominerad till demokraternas presidentkandidat men misslyckades.
Humphrey avled i cancer den 13 januari 1978 i sitt hem i Waverly, Minnesota, 66 år gammal.

## Byggnader namngivna efter Humphrey
- Humphreyterminalen på Minneapolis-Saint Paul International Airport
- Sportarenan Hubert H. Humphrey Metrodome i Minneapolis, Minnesota
- Hubert H. Humphrey Institute of Public Affairs på University of Minnesota